# Hrabstwo Union (Pensylwania)
Union – hrabstwo w stanie Pensylwania w USA. Populacja liczy 44947 mieszkańców (stan według spisu z 2010 roku).
Powierzchnia hrabstwa to 821 km². Gęstość zaludnienia wynosi 54,7 osoby/km².

## Miejscowości

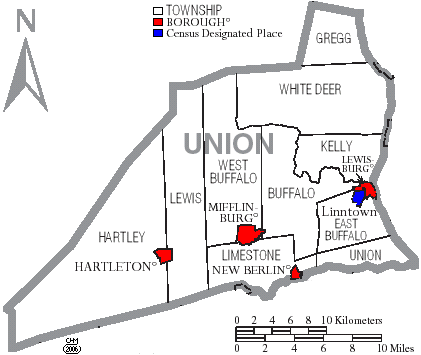
Rozmieszczenie miast i Broughs na mapie hrabstwa

### Boroughs
| - Hartleton - Lewisburg | - Mifflinburg - New Berlin |